# Ticehurst (Angleterre)
Ticehurst est une paroisse civile et un village du Sussex de l'Est, en Angleterre.